# Revolten 1 Prairial år III

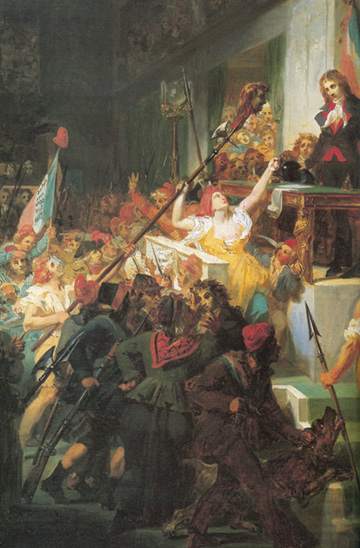
Revolten 1 Prairial år III.

Revolten 1 Prairial år III  var ett folkligt uppror som ägde rum i Paris den 20 maj 1795 (1 Prairial år III enligt franska revolutionskalendern) mot Nationalkonventets politik.  Det var en av de sista folkliga resningarna under franska revolutionen. 
Den omedelbara orsaken till revolten var försämrade ekonomiska förhållanden och arbetsvillkor, men dess bristande självförtroende bidrog till att revolten slogs ned. Det var det sista försöket från resterna av Berget och Jakobinerna att återta makten efter Skräckväldets fall året innan, och den sista gången sans-culottes spelade en politisk roll före 1800-talets revolutioner.